# São João do Paraíso (Minas Gerais)
São João do Paraíso é um município brasileiro do estado de Minas Gerais. De acordo com o censo realizado em 2022 sua população era de 23 910 habitantes. Está localizado no norte de Minas Gerais, na microrregião de Salinas, próximo à divisa com o estado da Bahia. Compõe com outros municípios o Alto Rio Pardo. O município possui 3 distritos: Boa Sorte, Mandacarú e Barrinha.

## Características
A Cidade é considerada a terra do doce de marmelo e capital nacional do óleo de eucalipto, matéria prima utilizada na produção de diversos produtos industrializados. A sua economia destaca-se pela atividade agropecuária, o município possui uma forte produção de carvão vegetal obtida a partir de florestas plantadas de eucalipto, produção essa que destina-se as usinas siderúrgicas localizadas na região de Sete Lagoas e Belo Horizonte
O município preserva suas tradições culturais, como o seu rico artesanato, folia de reis e sua culinária típica. Em junho, ocorre a tradicional festa junina onde acontece shows com bandas, levantamento de bandeira em homenagens a santos e apresentações de danças tradicionais. A festa de aniversário da cidade é comemorada no dia 1º de janeiro e é sempre bastante aguardada  por moradores e visitantes.

## História
A região onde hoje está localizado o município era habitada pelos índios tapuias, até que o Conde da Ponte recebeu da Coroa as terras que iam até a fronteira da Bahia, abrangendo boa parte da bacia do rio Pardo. Suas terras continham todo o território do atual município.
No começo do séc. XVIII, a propriedade do Conde da Ponte estava arrendada na forma de fazendas. Em 1833, é criado o distrito de São João da Raposa, assim chamado devido à abundância de raposas na região, ligado ao município de Rio Pardo de Minas.
Em 1888, por iniciativa de Raimundo Meireles, descendente de um dos primeiros povoadores, foi doado um terreno para a construção da capela de Nossa Senhora da Saúde, às margens do rio São João. Com a seca de 1890, as terras férteis da região atraíram muitos retirantes, e o arraial ganhou forte impulso, tornando-se importante centro comercial e passando a ser conhecido como São João do Paraíso. Torna-se município em 1943, sendo seu primeiro prefeito, o médico Dr. Osório Adrião da Rocha, indicado pelo Governador do Estado, na época Benedito Valadares, exercendo o mandato de prefeito por doze anos consecutivos.
Dr. Osório Adrião da Rocha, nasceu em 15 de Fevereiro de 1904 na Fazenda Lagoa Bonita, que posteriormente tornou-se parte do município de São João do Paraíso. Era filho de Paulo Adrião da Rocha e de Maria Pia de Almeida, fazendeiros da região, devido as  dificuldades locais, parte para estudar na cidade de Rio de Contas no estado da Bahia, no Colégio do Prof. José Francisco Santana, lá fez as quatro primeiras séries. Em 1922 foi estudar em Salvador no Colégio Nossa Senhora da Vitoria, dos Irmãos Maristas de 1922 a 1928, lá cursou o Antigo Curso Ginasial e o Clássico (hoje ensino médio). Movido pelo sonho de se tornar médico, prestou vestibular para o curso de Medicina na Universidade Federal da Bahia, lá fez o primeiro ano na faculdade de medicina. Em 1930 transferiu-se para a Faculdade de Medicina da Universidade Federal de Minas Gerais, devido a morte do seu pai Paulo Adrião da Rocha. Colou grau no curso de Medicina, em 8 de dezembro de 1934 na UFMG em Belo Horizonte. Movido pelo sentimento de amor  a sua terra natal, retorna as suas origens, onde torna-se o primeiro prefeito e médico de São João do Paraíso.